# 戸田忠庸

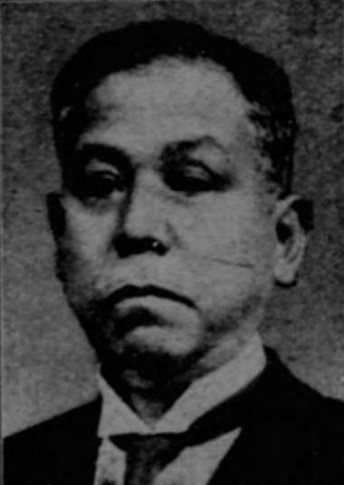
戸田忠庸

戸田 忠庸（とだ ただつね、1879年（明治12年）2月26日 - 1953年（昭和28年）9月23日）は、明治末から昭和前期の陸軍軍人・政治家。華族。最終階級は陸軍騎兵大佐。貴族院子爵議員。

## 経歴
東京府で元宇都宮藩主・戸田忠友の二男として生まれる。父の死去に伴い1924年（大正13年）3月15日、子爵を襲爵した。 
陸軍士官学校（15期）に入り、1903年（明治36年）11月30日に卒業し、1904年（明治37年）2月12日、騎兵少尉に任官。以後、近衛騎兵連隊付、騎兵第16連隊中隊長、同連隊副官、騎兵第2旅団副官、騎兵第3連隊長などを歴任。1929年（昭和4年）8月1日、騎兵大佐に昇進し、同年8月31日、予備役に編入された。
1937年（昭和12年）10月9日、貴族院子爵議員補欠選挙で当選し、研究会に所属して活動し1942年（昭和17）11月6日に辞職した。

## 栄典
- 1909年（明治42年）3月1日 - 正五位[14]

## 親族
- 妻 戸田鐵子（かねこ、池田源長女）[1]
- 長男 戸田忠和[1]
- 長女秀子は共同印刷社長大橋芳雄（大橋光吉長男）の妻[15]